# Feira Grande
Feira Grande è un comune del Brasile nello Stato dell'Alagoas, parte della mesoregione di Agreste Alagoano e della microregione di Arapiraca.